# مینبوشر
مینبوشر (انگلیسی: Mainbocher) شرکت کالای لوکس آمریکایی است، که در سال ۱۹۲۹ تأسیس شد.